# Maine (flod)

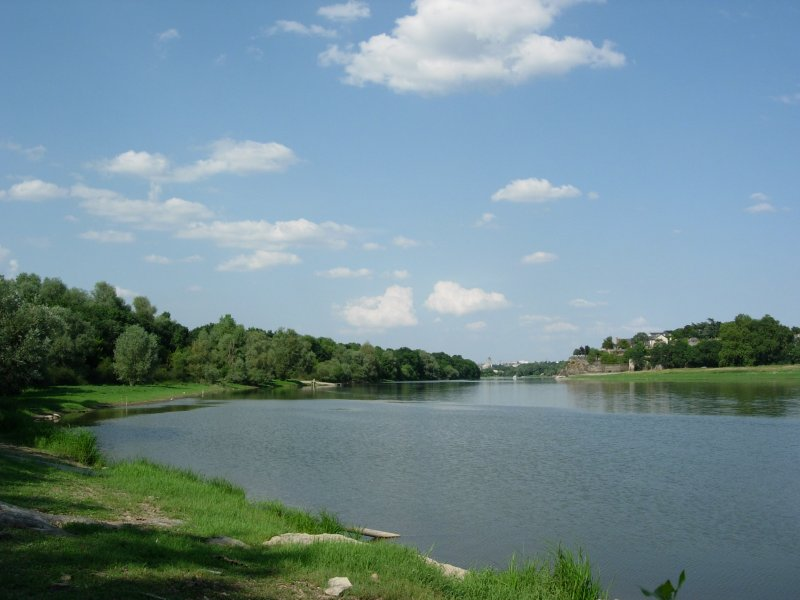
Maine, Frankrike

Maine är en biflod till Loire och ligger i departementet Maine-et-Loire. Floden är med sina 12 kilometer Frankrikes kortaste flod. Den formas där floderna Mayenne och Sarthe flyter samman norr om Angers och mynnar sedan i Loire sydväst om Angers.
Maine är genom kanalisering segelbar för mindre fartyg. Maine skiljer sig från Loires övriga bifloder genom en relativt jämn vattenföring.